# Penisio Lutui
Penisio Lutui (né le 16 octobre 1951 à Wallis, Wallis et Futuna) est un athlète français, spécialiste du javelot.
Il remporte la médaille d'or lors des Jeux méditerranéens de 1979 à Split. 
Lors de la 5e édition des Jeux du Pacifique Sud, à Tumon, Guam en 1975, il représente Wallis et Futuna. 
Son record avec l'ancien modèle de javelot est de 83,46 m, obtenu à Genève en 1979 après avoir été, en 1978, meilleur performeur français de sa discipline avec un lancer de 80,14 m.
Il est champion de France en 1977 à Nevers avec un lancer de 76,64 m. devant Tréfou (ECO), auteur d'un lancer de 71,78 m. et Leroy (ASPTTL), auteur d'un lancer de 71,12 m.